# Споменик Падеж-Слатина
Споменик у селу Падеж код Лесковца посвећен је педесеторици бораца Првог и Другог светског рата из села Падеж и Слатина. Откривен је 7. јула 1989. године, а открио га Душан Николић, секретар Општинског одбора Савеза бораца НОР-а Лесковац.

## Цитат са споменика
Изгинулим ратницима у Првом светском рату
1. Милошевић Цветко - Падеж
2. Милошевић Ранђел
3. Милошевић Милован
4. Ивановић Јосим
5. Синадиновић Александар
6. Синадиновић Паун
7. Младеновић Јаначко
8. Рајковић Бојко - Слатина
9. Николић Прокоп
10. Стојковић Илија
11. Вељковић Недељко
12. Вељковић Никола
13. Павловић Крста
14. Стаменковић Петаp
15. Савић Јефта
16. Стојковић Светозар
17. Стојковић Павле
18. Стаменковић Михајло
19. Стаменковић Станко
20. Стојковић Светозар
21. Ђокић Петаp
22. Николић Јован
23. Маринковић Ђорђе
24. Николић Милан
25. Стојковић Филип
26. Стојковић Перса
27. Стојковић Љуба
28. Ивковић Тодора
29. Стојковић Роска
30. Стефановић Стеван
31. Стефановић Јефтимије
32. Стефановић Никола
33. Милошевић Тодор
34. Стојковић Филип
35. Стојковић Станојка
36. Станојевић Милан
37. Стојановић Тома
38. Стојановић Благоје
39. Миловановић Jocа
40. Миловановић Благоје
41. Бошковић Цветко
42. Ристић Миxајло

Палим борцима НОР-а 1941 – 1945.
1. Бошковић Кpcта - Слатина
2. Ђорђевић Стојадин - Слатина
3. Вељковић Војислав - Слатина
4. Стаменковић Златка - Слатина
5. Ивановић Ђорђе - Падеж
6. Петровић Светозар
7. Младеновић Владимир

### Жртве фашистичког терора
1. Стојановић Драгyтин - Слатина
2. Стефановић Пpокоп
3. Пешић Бранко
4. Миленковић Добривоје
5. Јовановић Петар
6. Николић Драгомир
7. Стојковић Костадин
8. Јовановић Милутин - Падеж

7. јули 1989. 				Захвални грађани села Слатине и Падежа